# Never Be like You
Never Be like You è un brano musicale pubblicato dal produttore australiano Flume, disponibile per la rotazione radiofonica dal 16 gennaio 2016, eseguito con la collaborazione del cantante canadese Kai come singolo estratto dal suo secondo album in studio Skin. Il singolo è stato reso disponibile per il download digitale dal 16 gennaio 2016 dall'etichetta indipendente Future Classic.

## Tracce
Digital download
1. "Never Be like You" – 3:54

Digital download
1. "Never Be like You" (Disclosure Remix) – 6:11

Digital download (EP)
1. "Never Be like You" – 3:54
2. "Never Be like You" (Disclosure Remix) – 6:11
3. "Never Be like You" (Wave Racer Remix) – 3:28
4. "Never Be like You" (Teengirl Fantasy Remix) – 4:22

## Classifiche
| Classifica (2016) | Posizione massima |
| ----------------- | ----------------- |
| Australia         | 1                 |
| Austria           | 48                |
| Belgio (Fiandre)  | 10                |
| Belgio (Vallonia) | 26                |
| Canada            | 82                |
| Francia           | 27                |
| Germania          | 49                |
| Italia            | 81                |
| Paesi Bassi       | 72                |
| Nuova Zelanda     | 2                 |
| Portogallo        | 63                |
| Stati Uniti       | 71                |
| Svizzera          | 33                |